# Educação no Rio Grande do Sul

Mapa dos estados brasileiros por índice de Educação.

O sistema educacional do Rio Grande do Sul consiste em todas as escolas de educação infantil e de ensino fundamental, médio e técnico e em todas as faculdades e universidades, tanto públicas como privadas, localizadas no estado brasileiro do Rio Grande do Sul.
O índice de educação, calculado pela ONU, foi de 0,904 em 2000.
Em 2018, estavam matriculados 1 316 102 alunos nas escolas de ensino fundamental do estado, das quais 612 749 eram municipais, 540 811 estaduais, 162 553 particulares e 1 251 federais. Quanto ao corpo docente, era o mesmo constituído de 97 039 professores. O ensino de nível médio foi ministrado em 2 636 estabelecimentos, com a matrícula de 426 449 alunos e corpo docente de 43 682 professores . Dos 429 349 discentes, 5 753 estavam na escola pública federal, 369 317 na escola pública estadual, 6 993 na escola pública municipal e 47 286 na escola particular.

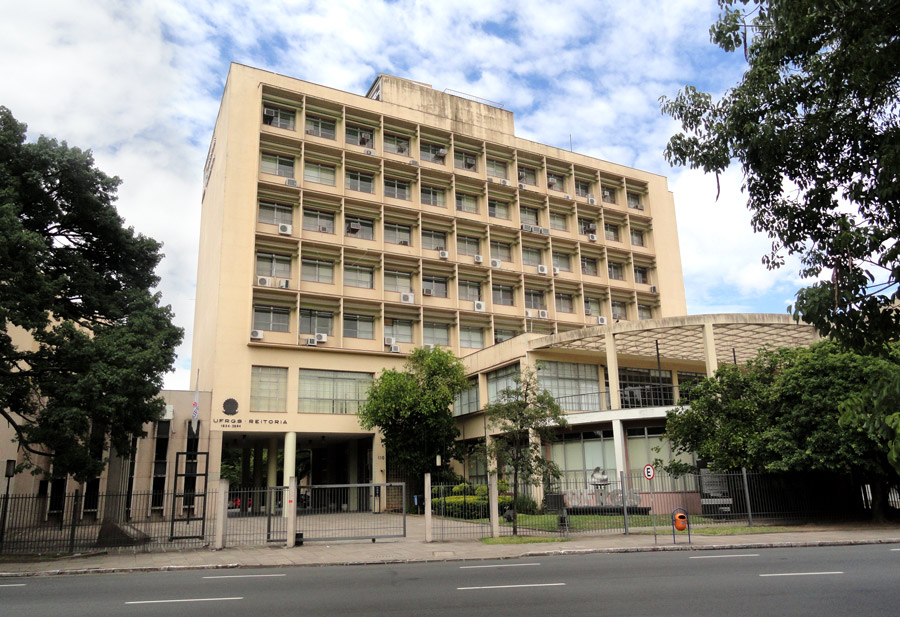
Reitoria da Universidade Federal do Rio Grande do Sul (UFRGS)

Em 2019, quanto ao nível de ensino superior, o estado administrava através de 100 estabelecimentos, com 21 772 professores e 345 029 discentes. O estado conta com onze universidades públicas e vinte 24 universidades particulares, no total de 35 (ver lista de instituições de ensino superior no Rio Grande do Sul).[carece de fontes?]
Em 2019 a taxa de analfabetismo no estado era de 3%, uma das mais baixas do Brasil. Da população, 11,8% dos gaúchos são analfabetos funcionais. O Rio Grande do Sul é a quinta melhor educação do Brasil, com um Índice de Desenvolvimento Humano de 0,746.
As principais universidades do Rio Grande do Sul são a Universidade Estadual do Rio Grande do Sul, Universidade Federal do Rio Grande, o Instituto Federal Farroupilha, o Instituto Federal do Rio Grande do Sul, o Instituto Federal Sul-rio-grandense, a Universidade Federal de Ciências da Saúde de Porto Alegre, a Universidade Federal de Pelotas, a Universidade Federal do Rio Grande do Sul, a Universidade Federal de Santa Maria, a Universidade Federal do Pampa, a Universidade Federal da Fronteira Sul, a Universidade de Passo Fundo, Universidade de Caxias do Sul, Universidade Feevale, Universidade do Vale do Rio dos Sinos, Universidade de Santa Cruz do Sul e a Pontifícia Universidade Católica do Rio Grande do Sul.[carece de fontes?]
A UFRGS mantém-se como a melhor universidade federal do Brasil na mais recente avaliação da qualidade da educação superior realizada pelo Instituto Nacional de Estudos e Pesquisas Educacionais Anísio Teixeira (Inep), do MEC, divulgada em Dezembro de 2019. Mais uma vez, a UFRGS alcançou a maior pontuação entre todas as universidades federais do País, com Índice Geral de Cursos (IGC) de 4,29, na escala que vai de 1 a 5. A avaliação corresponde ao ano de 2018. Na listagem geral, a Universidade Estadual de Campinas (Unicamp) ocupa o primeiro lugar, com IGC de 4,39. A terceira instituição da listagem geral é a Universidade Federal de Minas Gerais, seguida pela Universidade Federal de São Paulo. A quinta melhor avaliação é da Universidade Federal de Santa Catarina.Desde 2012 a UFRGS é a universidade federal com o maior IGC-Contínuo na avaliação do MEC, tendo sido, também, a melhor entre todas as universidades nos anos de 2012, 2013 e 2014 (nos dados correspondentes às avaliações 2011, 2012 e 2013).

## Escolas
Em 2008, estavam matriculados 1.598.403 alunos nas escolas de ensino fundamental do estado, das quais 740.749 eram municipais, 721.811 estaduais, 134.553 particulares e 1.290 federais. Quanto ao corpo docente, era o mesmo constituído de 97.039 professores.
O ensino de nível médio foi ministrado em 1.410 estabelecimentos, com a matrícula de 429.349 alunos e corpo docente de 30.673 professores. Dos 429.349 discentes, 5.753 estavam na escola pública federal, 369.317 na escola pública estadual, 6.993 na escola pública municipal e 47.286 na escola particular.

## Universidades e faculdades
Ver também: Lista de instituições de ensino superior no Rio Grande do Sul.
Em 2007, quanto ao nível de ensino superior, havia 100 estabelecimentos no Rio Grande do Sul, com 21.772 professores e 345.029 discentes. O estado conta com onze universidades públicas e vinte e quatro universidades privadas, no total de 35 universidades.

## Alfabetização
| Faixa Etária                    | Estado (por 1000 hab) |
| ------------------------------- | --------------------- |
| De 10 a quatorze anos           | 98,8                  |
| De 15 a dezenove anos           | 97,0                  |
| Acima de dezenove anos          | 90,4                  |
| Taxa de analfabetismo no estado | 4,8                   |
| De 7 a quatorze anos            | 98,0% está na escola  |

## Exame Nacional do Ensino Médio
Em 2007, o Rio Grande do Sul foi o estado brasileiro que obteve a média geral mais alta no Exame Nacional do Ensino Médio (ENEM), com 56,27 pontos. Na redação, os estudantes gaúchos de instituições públicas também garantiram o melhor desempenho, alcançando a média de 59,74 pontos.
| Ano        | Português        | Redação          |
| ---------- | ---------------- | ---------------- |
| 2006 Média | 39,63 (1º) 36,90 | 57,09 (1º) 52,08 |
| 2007 Média | 56,27 (1º) 51,52 | 59,74 (1º) 55,99 |
| 2008 Média | 45,06 (1º) 41,69 | 62,57 (1º) 59,35 |